# Xã Fairview, Quận Independence, Arkansas
Xã Fairview (tiếng Anh: Fairview Township) là một xã thuộc quận Independence, tiểu bang Arkansas, Hoa Kỳ. Năm 2010, dân số của xã này là 1.544 người.